# Shemel Louison
Shemel Louison (sinh ngày 9 tháng 8 năm 1990 ở Grenada) là một cầu thủ bóng đá hiện tại thi đấu cho Caledonia AIA F.C. ở Trinidad và Tobago và đội tuyển quốc gia Grenada.

## Sự nghiệp

### Quốc tế
Louison được triệu tập vào đội tuyển quốc gia Grenada tham dự Cúp Vàng CONCACAF 2011. Anh đá chính ở trận đầu tiên, với thất bại 4-0 trước Jamaica, và nhận được nhiều đánh giá tích cực mặc dù tỉ số như vậy.